# フリーデリケ・カロリーネ・フォン・ザクセン＝コーブルク＝ザールフェルト
フリーデリケ・カロリーネ・フォン・ザクセン＝コーブルク＝ザールフェルト（ドイツ語: Friederike Caroline von Sachsen-Coburg-Saalfeld、1735年6月24日 - 1791年2月18日）は、ドイツの貴族。ブランデンブルク＝アンスバッハ辺境伯にしてブランデンブルク＝バイロイト辺境伯カール・アレクサンダーの妻である。

## 経歴
フリーデリケ・カロリーネは、1735年6月24日に父ザクセン＝コーブルク＝ザールフェルト公爵フランツ・ヨシアスと、母アンナ・ゾフィア・フォン・シュヴァルツブルク＝ルードルシュタットのもとに生まれた。
1754年11月22日、ブランデンブルク＝アンスバッハ辺境伯にしてブランデンブルク＝バイロイト辺境伯カール・アレクサンダーと結婚。フリーデリケ・カロリーネは、はた目には善良で優しく慈悲深い人物とみられていたが、カールは彼女を無教養で見苦しく退屈な存在として捉えていたとされる。両者の間に子供は出来なかったため、カールはフリーデリケ・カロリーネをウンターシュヴァーニンゲンのシュヴァーニンゲン城に追いやり、自身はエリザベス・クレイヴンのもとへ足しげく通っていた。
フリーデリケ・カロリーネが死亡すると、カールは婚姻関係を破棄し、ドイツを離れてイギリスのクレイヴンと結婚している。彼女はアンスバッハの聖グンベルトゥス教会に埋葬された。